# Ichthyothereol
Ichthyothereol je toxický polyyn nacházející se v listech a květech několika středoamerických a jihoamerických rostlin. Uvedené zdroje jsou toxické pro ryby  a byly některými domorodými kmeny v Amazonii používány při rybaření. Také se nachází v listech jiřinky šarlatové (Dahlia coccinea). Jeho izolaci provedlo několik různých skupin a roku 1965 byla určena jeho plná struktura. První totální syntéza byla popsána v roce 2001.
Ichthythereol je toxický i pro myši a psy, způsobuje křeče podobné jako pikrotoxin.